# SWS Be 4/6
Be 4/6 (nazwa potoczna: Mirage) – typ szwajcarskiego wagonu tramwajowego, wytwarzanego w latach 1966–1969 w zakładach SWS dla przedsiębiorstwa Verkehrsbetrieben Zürich z Zurychu.

## Historia
Przydomek „Mirage” (miraż) powstał, ponieważ podobnie jak w przypadku myśliwców Mirage armii szwajcarskiej, które zostały zakupione w tym samym czasie co pierwsze tramwaje (1968 r.), doszło do przekroczenia kosztów. Z tego powodu po zakupie 90 wagonów sterowniczych ostatnich 36 wagonów zakupiono w wersji bez kabiny motorniczego. Te doczepy czynne mogą być wykorzystywane wyłącznie jako drugi wagon w składzie. Doczepy te otrzymały przydomek „Blinde Kuh” (ślepa krowa), ponieważ pierwotnie nie posiadały przedniego reflektora.

## Konstrukcja
Bazując na doświadczeniach z dwoma prototypami Be 6/6 nr 1801 (z dwoma przegubami) i nr 1802 (z jednym przegubem), zamówiono tramwaje dwuprzegubowe, aby uniknąć przekroczenia skrajni na wąskich zakrętach. Ponieważ tramwaj z doczepą nie rozwijałby wystarczającego przyspieszenia na górzystych liniach nr 13 (Albisgüetli) czy 7 (Central – Weinbergstrasse), zdecydowano się na zamówienie trójczłonowego wagonu z czterema osiami napędowymi i dwiema osiami tocznymi, który mógłby być eksploatowany pojedynczo i w składach podwójnych. Pierwszy i trzeci wózek wyposażono w dwa silniki o mocy 75 kW, natomiast drugi wózek jest toczny i zamontowany jest pod środkowym członem.

## Eksploatacja
Wagony „Mirage” mogą być eksploatowane pojedynczo lub w składzie podwójnym z drugim wagonem „Mirage” lub „Blinde Kuh”. W 1966 roku wraz z dostawą pierwszych wagonów wprowadzono składy podwójne na liniach 2, 7, 13 i 14 w Zurychu.
Pierwszych 76 wagonów posiadało wydzielone miejsce siedzące dla konduktora. Wraz ze wprowadzeniem obsługi bezkonduktorskiej w 1969 r. miejsce stało się zbędne i od numeru 1677 wagony „Mirage” i wszystkie wagony doczepne „Blinde Kuh” były dostarczane bez nich. W kolejnych latach likwidowano miejsca dla konduktorów. Zwiększyło to pierwotną liczbę siedzeń z 43 do 47 w wagonów nr 1601–1660 i z 39 do 43 w wagonach nr 1661–1676.
Do lat 80. XX w. dwuwagonowe składy rozłączano i ekspediowano pojedyncze wagony na linie poza godzinami szczytu, wieczorem oraz w niedziele i święta. Dla potrzeb jazd manewrowych wagony silnikowe wyposażono w tylne pulpity, zaś doczepne w przednie i tylne. Po 1978 r. doczepy otrzymały reflektor przedni i wycieraczkę, co sprawiło, że przydomek „Blinde Kuh” nie miał już uzasadnienia.
Od 1976 roku, w związku z dostawą nowej serii wagonów „Tram 2000”, składy tramwajów „Mirage” eksploatowano także na linii 11 oraz jako pojedyncze na liniach 5, 6, 8 i 15. Ponadto w latach 1978–1987 przystosowano łącznie 25 wagonów (1601–1605 i 1671–1690) do eksploatacji z doczepami B4 szwajcarskiego tramwaju standardowego (747, 765–768, 770, 787–800), montując gniazda sterowania wielokrotnego. Składy Be 4/6+B4 kursowały na liniach 3 i 4.
W latach 1985–1990 29 wagonów (1648–1676) wyposażono w zabezpieczenia „Zugstop” w celu umożliwienia ich eksploatacji w tunelu tramwajowym do Schwamendingen, który obsługuje linia nr 7.
W czerwcu 2010 r. ostatnie tramwaje wycofano z regularnej eksploatacji. Kilka egzemplarzy pozostawiono jako rezerwę taborową.
W zależności od stanu technicznego wycofywane tramwaje trafiały albo do Winnicy na Ukrainie, albo były złomowane. W ramach programu finansowanego przez Sekretariat ds. ekonomicznych do połowy 2010 r. do Winnicy przybyło łącznie 45 wagonów silnikowych i trzy doczepne. Kolejnych 12 wagonów „Mirage” i części zamiennych dostarczono do Winnicy w 2011 r.
Aby zmniejszyć braki taborowe powstałe po wydłużeniu linii nr 2 i 8, od poniedziałku do piątku w godzinach szczytu wieczornego od 25 lutego 2019 r. na dodatkowym kursie linii nr 8 kursował jeden z dwóch muzealnych tramwajów Be 4/6. Drugi wagon pojawiał się na zwykłym kursie linii nr 17 od 2 września 2019 r. Od 25 listopada 2019 r. oba tramwaje kursowały w składzie dwuwagonowym na linii nr 13 od poniedziałku do piątku w godzinach szczytu wieczornego. 1 kwietnia 2021 r. sytuacja taborowa uległa poprawie dzięki dostawie wystarczającej liczby nowych tramwajów Bombardier Flexity Zürich, w związku z czym oba wagony powróciły do muzeum.

## Galeria

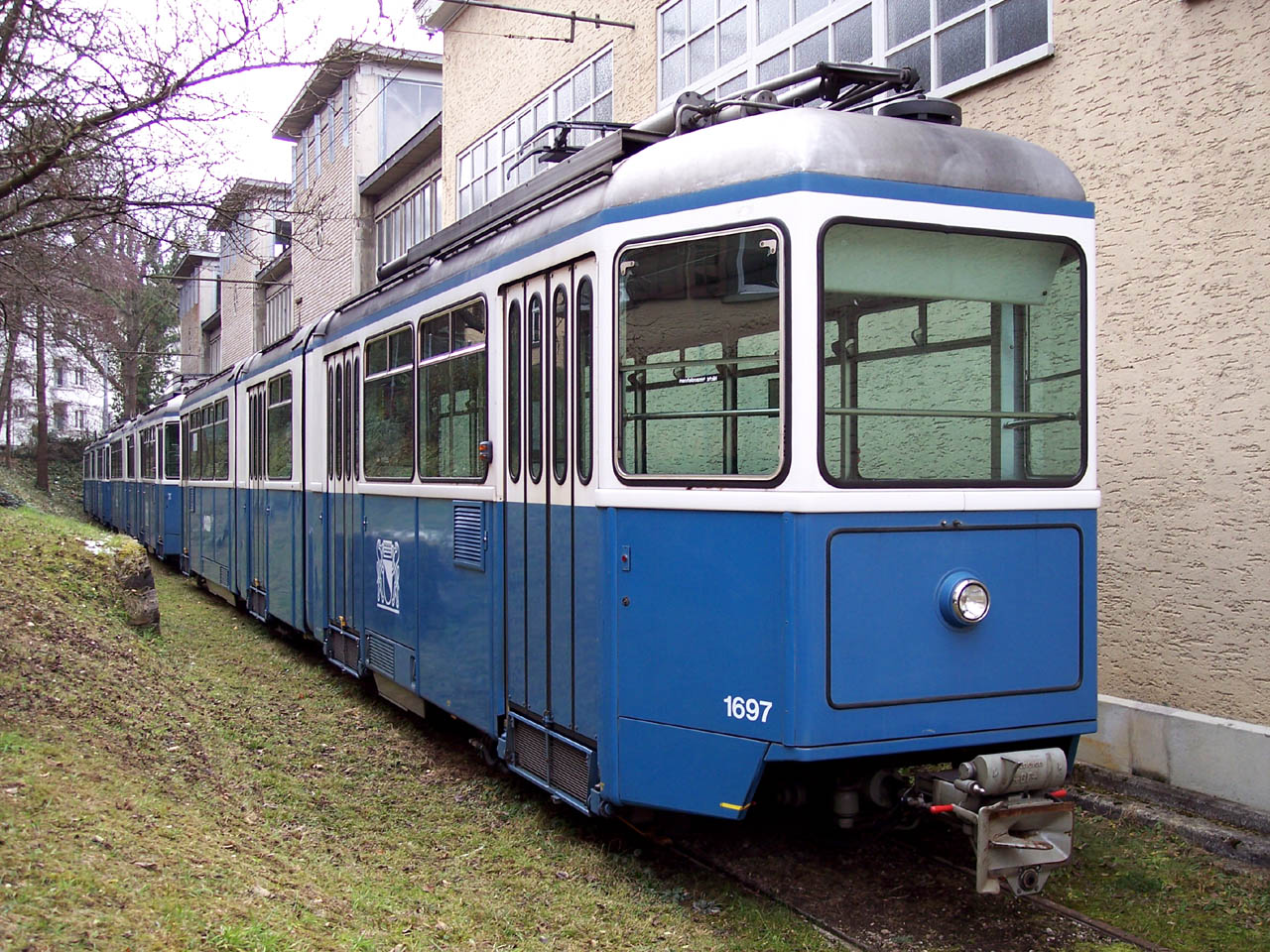
Doczepa czynna Be 4/6 „ślepa krowa”.
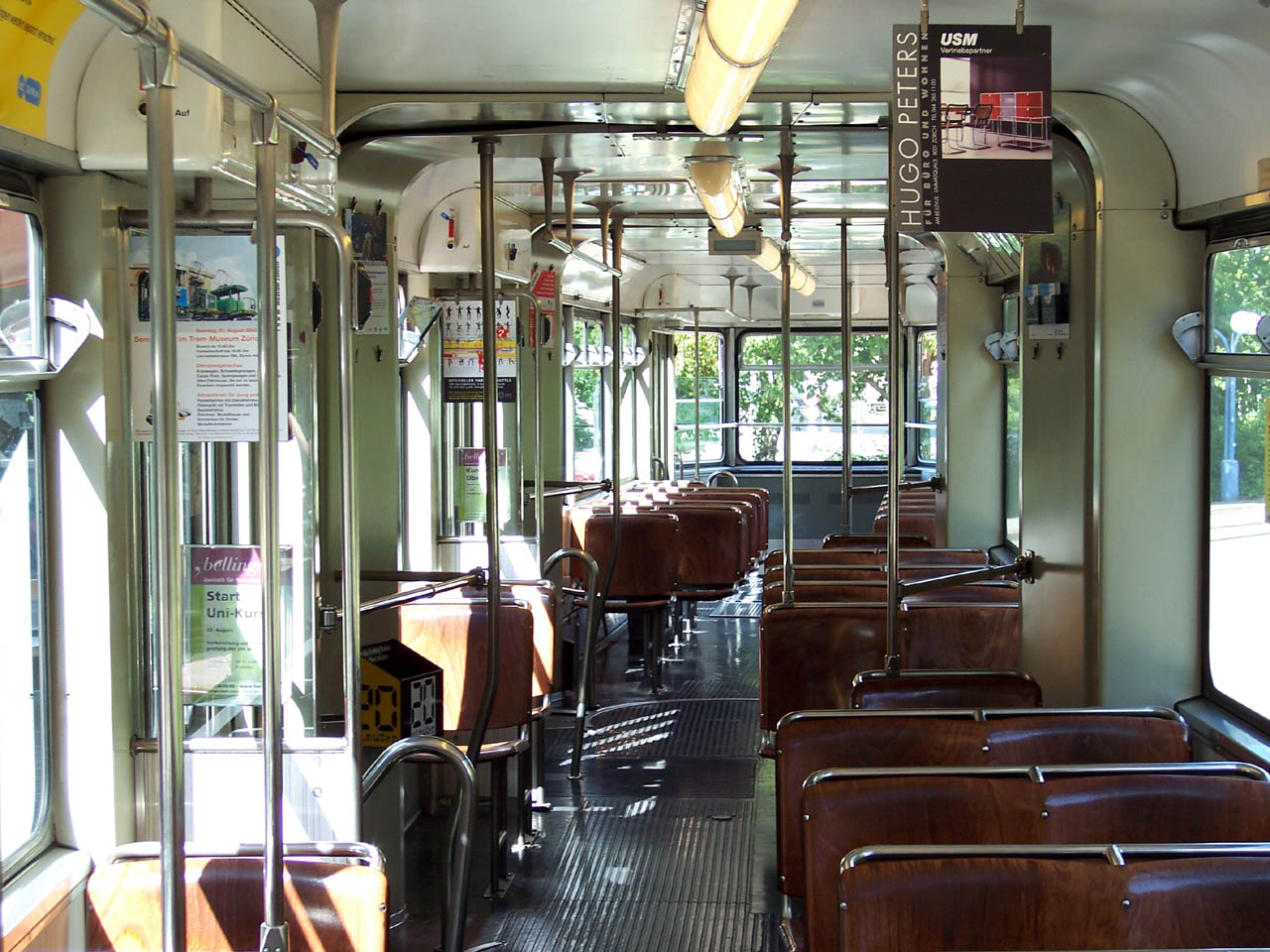
Wnętrze „Mirage”
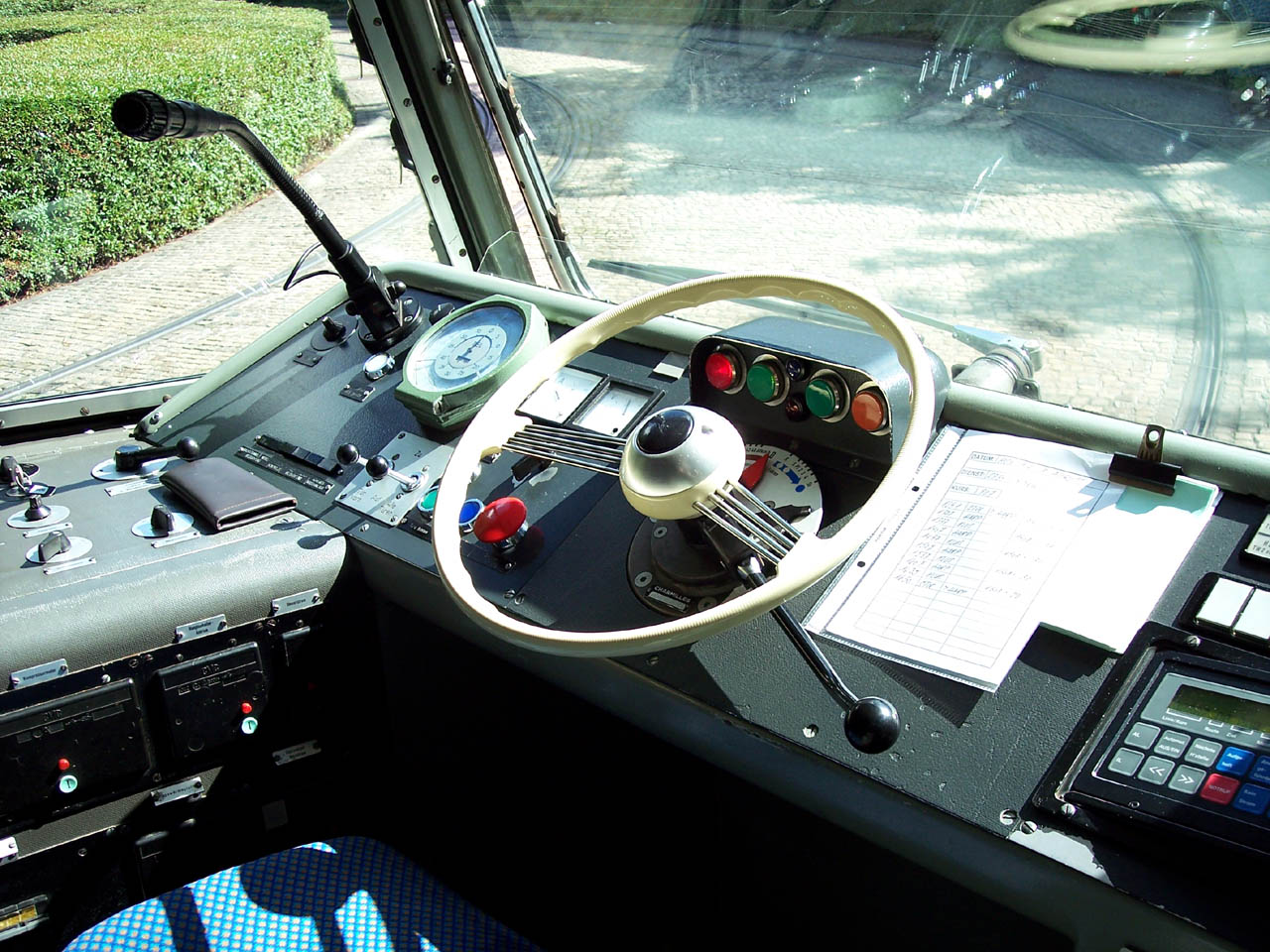
Kabina motorniczego „Mirage”
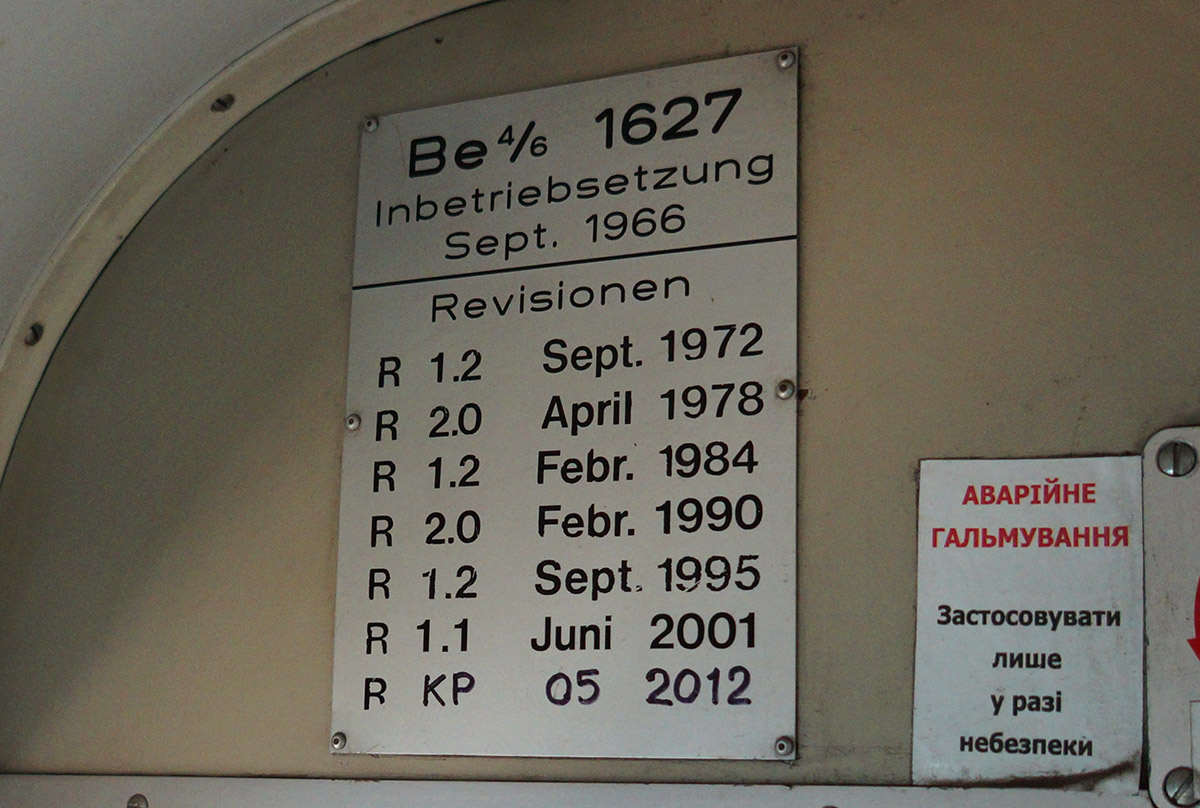
Tabliczka znamionowa Be 4/6 nr 1627 w Winnicy
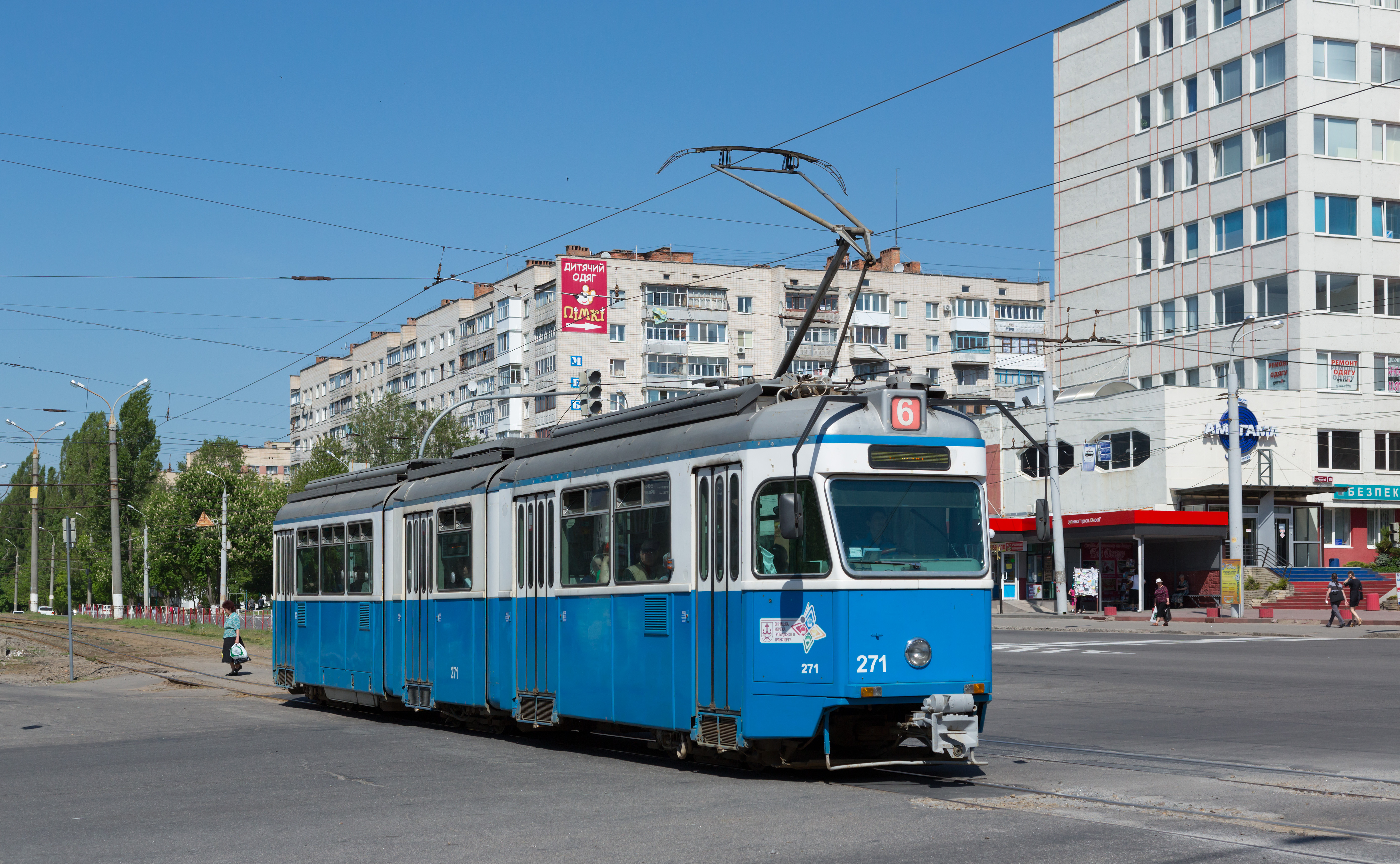
Zmodernizowany Be 4/6 w Winnicy